# Баянтумэн
Баянтумэн (монг. Баянтүмэн) — сомон аймака Дорнод в северо-восточной части Монголии, площадь которого составляет 8 321 км². Численность населения по данным 2009 года составила 2 006 человек.
Центр сомона — посёлок Цаган-Дэрс (Цагандэрс), расположенный в 12 километрах от административного центра аймака — города Чойбалсан и в 645 километрах от столицы страны — Улан-Батора.

## География
Сомон расположен в северо-восточной части Монголии. Имеет границу с Китайской Народной Республикой. Из полезных ископаемых в сомоне встречаются месторождения угля.

## Инфраструктура
В сомоне есть школа, больница, торговый и культурный центры, молочный цех.